# Машкарате испод купља
„Машкарате испод купља” је југословенски и хрватски ТВ филм из 1970. године. Режирао га је Звонимир Бајсић а сценарио је написан по делу Иве Војновића.

## Улоге
| Глумац                 | Улога        |
| ---------------------- | ------------ |
| Деса Беговић           | Госпођа Јеле |
| Милка Подруг Кокотовић | Госпођа Ане  |
| Жужа Егрени            | Диве         |
| Лина Симиниати         | Маре         |
| Неда Мамиловић         | Аница        |
| Мише Мартиновић        | Перо         |
| Лино Сапро             | Пролог       |